# Amolops minutus
Espèce
Statut de conservation UICN

 EN B1ab(iii) : En danger
Amolops minutus est une espèce d'amphibiens de la famille des Ranidae.

## Répartition
Cette espèce est endémique de la province de Lai Châu dans le Nord du Viêt Nam,. Elle se rencontre entre 2 050 et 2 400 m d'altitude.

## Publication originale
- Orlov & Ho, 2007 : Two new species of cascade ranids of Amolops genus (Amphibia: Anura: Ranidae) from Lai Chau Province (Northwest Vietnam). Russian Journal of Herpetology, vol. 14, no 3, p. 211-229.